# Забайя
Забайя (za-ba-a-а) — вождь аморейского племени, обитавшего в местности вокруг города Ларса, правил приблизительно в 1942 — 1932 годах до н. э. Сын Самиума.

## Биография
Забай является первым правителем, присутствие которого в Ларсе документально засвидетельствовано. Он вёл храмовое строительство в этом городе, хотя и носил титул вождя амореев, а не царя. Нет никаких сведений, что он был самостоятельным правителем Ларсы. Очевидно, что он был лишь наместником царя Исина Ишме-Дагана в восточных областях Двуречья и украшал Ларсу, как свою резиденцию. Тем не менее, он явно исполнил царскую прерогативу, восстановив храм бога города Шамаша и оставив надпись от своего имени, которая гласит: «Забайя, вождь амореев, сын Самиума построил Эбаббар». Хотя его имя неопределенного этнического происхождения, но поскольку он сам называет себя вождём амореев, в его аморейском происхождении сомневаться не приходится.
Согласно списку царей Ларсы Забайя правил 9 лет.